# Maradi (regio)

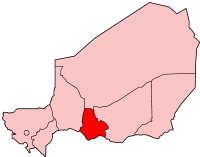
Ligging van Maradi in Niger

Maradi is een van de zeven regio's van Niger. Het heeft een oppervlakte van 35.100 km² en heeft 2.419.513 inwoners (2004). De hoofdstad is de gelijknamige stad Maradi.
Maradi is onderverdeeld in 6 departementen:
- Aguie
- Dakoro
- Groumdji
- Madarounfa
- Maradi
- Tessaoua

## Geografie
De regio Maradi ligt grotendeels in de Sahel. Het noorden van de regio neigt al meer naar het woestijnlandschap van de Sahara, terwijl in het zuiden jaarlijks gemiddeld zo'n 600 millimeter neerslag per jaar valt, met een maximum van 700 milliliter in betere jaren.

### Lokale initiatieven om verwoestijning tegen te gaan

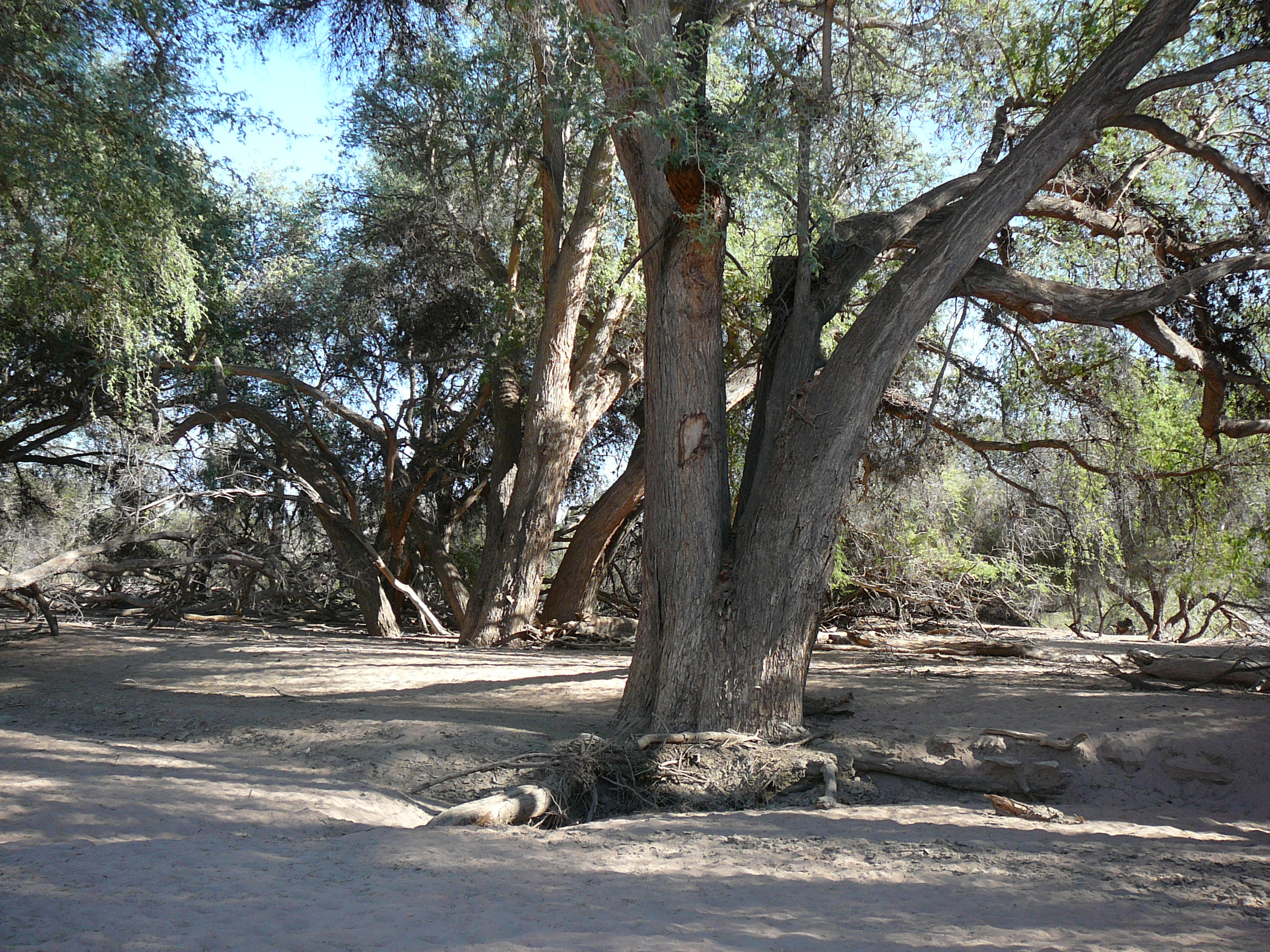
De Faidherbia albida.

Zoals het grootste deel van de Sahel heeft ook de regio Maradi te kampen met verwoestijning. Als gevolg van grootschalige kap van bomen in de regio, houden boomwortels het zand niet meer vast en komt er erosie van dit losse zand voor, waardoor de Sahara als het ware naar het zuiden uitbreidt, ten koste van de Sahel, wat grotendeels savannegebied is. Omdat door de ontstane droogte de oogsten vaker mislukken in het gebied, komen boeren in deze regio en de naastgelegen regio Zinder met eigen initiatieven om bomen te planten en verwoestijning tegen te gaan. De aanpak van de overheid en ngo's werkte onvoldoende in dit gebied. Lokale boeren hadden echter wel de benodigde kennis over dit gebied om de boomsoort te planten die wel kon overleven onder de omstandigheden, dit was de Faidherbia albida, ook wel de gaoboom.